# Burmistrzowie Jarosławia
Wójtowie, burmistrzowie (naczelnicy) Jarosławia – organ władzy wykonawczej samorządu miejskiego.

## Historia
Ogół ówczesnych mieszkańców Jarosławia podlegał samorządowej władzy miejskiej reprezentowanej przez dziedzicznego wójta. Z zamożniejszych mieszkańców wybierano według dawnego zwyczaju i prawa burmistrza (prokonsul, magister civitas). Samorząd „republiki jarosławskiej” był w pewien sposób uzależniony od właścicieli miasta, których umowa z 1594  roku (Ostrogskich i Sieniawskich) przewidywała możliwość oddziaływania na wybór rady, wójta sądowego i ławników. W 1636 roku nastąpiła nowa organizacja miejskich urzędów. Elekcja burmistrza miała się odbywać 1 czerwca każdego roku. Do 1787 roku wybory burmistrza odbywały się przede wszystkim zgodnie z dawnymi zwyczajami polskimi pod kontrolą komisarzy rządowych oraz plenipotentów rodziny Czartoryskich, jednak stopniowo usunięto większość urzędów pozostawiając wyłącznie stanowisko burmistrza, syndyka i asesorów, wybieranych i kontrolowanych (od  1792  r.) przez wydziały miejskie, złożone z 12 mieszczan jarosławskich. 
Dzięki przemianom ustrojowym w monarchii austriackiej w 1867 roku miasta galicyjskie, a wśród nich Jarosław, otrzymały duże swobody w samorządzie. Działalność władz miejskich regulowała ustawa o organizacji i zakresie działania samorządów gminnych z 1866 roku. Organem uchwałodawczym i kontrolnym była Rada Miejska, a organem wykonawczym był zarząd złożony z naczelnika (burmistrza), jego zastępcy i asesorów. Z powodu kłopotów finansowych miasta rada miejska była zmuszona w 1887 roku wnieść petycję do Sejmu Krajowego o zapewnienie miastu nowych dochodów. Namiestnik Kazimierz Badeni postanowieniem z dnia 28 czerwca 1889 roku rozwiązał radę miejską i zarządził wprowadzenie rządów komisarycznych, które zakończyły się z chwilą nowych wyborów do rady miejskiej w maju 1890 roku, przeprowadzonych według nowej ustawy gminnej dla trzydziestu miast galicyjskich. 
Po zakończeniu I wojny światowej i ustanowieniu polskich rządów, w listopadzie 1918 roku Jarosław  stał się „istotną i nieodłączną częścią wolnego i zjednoczonego państwa polskiego”. 23 marca 1933 roku została wydana ustawa o częściowej zmianie ustroju samorządu terytorialnego. Miała ona na celu ograniczenie jego kompetencji, a jednocześnie ściślejsze związanie władz miejskich z administracją państwową. Wówczas uległy zmniejszeniu kompetencje kontrolne rady wobec zarządu miejskiego oraz jej własny zakres działania. We wrześniu 1939 roku Jarosław znalazł się pod okupacją niemiecką. 10 września tego roku do miasta wkroczyły wojska niemieckie. W tym czasie władzę sprawował Tymczasowy Zarząd Miejski na czele z burmistrzem, władzę naczelną nad miastem miała tymczasowa komenda (Ortskommando). 27 lipca  1944 roku na przedmieściach Jarosławia pojawiły się pierwsze oddziały Armii Radzieckiej. W ostatnich dniach lipca powołano Powiatową i Miejską Radę Narodową i ich prezydia.

## Lista

### Okres władzy szlacheckiej
| Lp. | Zdjęcie | Imię i nazwisko         | Okres sprawowania | Okres sprawowania | Przynależność partyjna    | Zastępca |
| Lp. | Zdjęcie | Imię i nazwisko         | Od                | Do                | Przynależność partyjna    | Zastępca |
| --- | ------- | ----------------------- | ----------------- | ----------------- | ------------------------- | --- |
| 1.  |         | wójt Michno             | 14 sierpnia 1370  | 13 sierpnia 1375  | Stronnictwo ruskie        | |
| 2.  |         | wójt Piotr              | 14 sierpnia 1375  | 13 sierpnia 1428  | Stronnictwo niemieckie    | Maciej |
| 3.  |         | wójt Maciej             | 14 sierpnia 1428  | 13 sierpnia 1437  | Stronnictwo niemieckie    | Jan Zgłobieński |
| 4   |         | wójt Mikołaj            | 14 sierpnia 1437  | 13 sierpnia 1469  | Stronnictwo niemieckie    | Jan z Gołuchowa (do 1448) Butho                                                                                        |
| 5   |         | wójt Jan Budek          | 14 sierpnia 1469  | 13 sierpnia 1473  |                           | Butho |
| 6.  |         | wójt Michał Budek       | 14 sierpnia 1473  | 13 sierpnia 1475  | Stronnictwo niemieckie    | Butho |
| 7   |         | wójt Eustachy Budek     | 14 sierpnia 1475  | 13 sierpnia 1476  | Stronnictwo niemieckie    | Butho |
| 8   |         | wójt Florian Budek      | 14 sierpnia 1476  | 13 sierpnia 1478  | Stronnictwo niemieckie    | Butho |
| 9   |         | wójt Eulogiusz Budek    | 14 sierpnia 1478  | 13 sierpnia 1479  | Stronnictwo niemieckie    | Butho |
| 10  |         | wójt Michał Kidało      | 14 sierpnia1479   | 13 sierpnia 1571  | Stronnictwo niemieckie    | Jan z Łysakowa(do 1513) Butho (do 1519) Jan Rzepliński (do 1523) Butho (do 1561 Jan Pęgowski (do 1562) Jan Jaksmanicki |
| 11  |         | Jan Pęgowski            | 14 sierpnia 1571  | 13 sierpnia 1596  | Patrycjat                 | Jan Jaksmanicki (do 1573) Łapanowski                                                                                   |
| 12  |         | Jakub Więczkowicz       | 14 sierpnia 1596  | 13 sierpnia 1602  | Patrycjat                 | Jan Jaksmanicki (do 1600) Jerzy Zalewski                                                                               |
| 13  |         | Jan Szelnog             | 14 sierpnia 1602  | 13 sierpnia 1603  | Stronnictwo węgierskie    | Jerzy Zalewski |
| 14  |         | Jakub Więczkowicz       | 14 sierpnia 1603  | 13 sierpnia 1618  | Patrycjat                 | Jerzy Zalewski |
| 15  |         | Stanisław Wolborski Jr. | 14 sierpnia 1618j | 13 sierpnia1621   | Patrycjat                 | Wojciech Rubinowski (do 1619) Jakub Więczkowicz (do 1620) Wojciech Rubinowski                                          |
| 16  |         | Stanisław Matyskowicz   | 14 sierpnia 1621  | 13 sierpnia 1628  | Stronnictwo Mieszczańskie | Stanisław Kozak (do 1624) Marcin Jarochowicz (do 1627 ) Wojciech Rydzyk                                                |
| 17  |         | Marcin Jarochowicz      | 14 sierpnia 1628  | 13 sierpnia 1630  | Stronnictwo Mieszczańskie | Wojciech Rydzyk (do 1629) Stanisław Matyskowicz                                                                        |
| 17  |         | Adam Wrzeszowic         | 14 sierpnia 1630  | 13 sierpnia 1631  | Stronnictwo Mieszczańskie | Stanisław Matyskowicz                                                                                                  |
| 18  |         | Juliusz Attavanti       | 14 sierpnia1631   | 13 sierpnia1632   | Patrycjat                 | Adam Gradowski |
| 18  |         | Marcin Jarochowicz      | 14 sierpnia 1632  | 13 sierpnia 1633  | Stronnictwo mieszczańskie | Wawrzyniec Błaszkowicz                                                                                                 |
| 19  |         | Piotr Ligęska           | 14 sierpnia 1633  | 13 sierpnia 1634  | Patrycjat                 | Wawrzyniec Błaszkowicz                                                                                                 |
| 20  |         | Marcin Jarochowicz      | 14 sierpnia 1634  | 13 sierpnia 1635  | Stronnictwo Mieszczańskie | Adam Wrzeszkowicz |
| 21  |         | Piotr Ligęska           | 13 sierpnia 1635  | 31 maja1636       | Patrycjat                 | Adam Wrzeszkowicz |
| 22  |         | Bartłomiej Zienkiewicz  | 1 czerwca 1636    | 31 maja 1637      | Stronnictwo mieszczańskie | Wojciech Wituski |
| 23  |         | Wawrzyniec Błaszkowicz  | 1 czerwca 1637    | 31 maja 1640      | Stronnictwo mieszczańskie | Maciej Szulc (do 1638) Zatwarnicki                                                                                     |
| 24  |         | Mikołaj Kostewicz       | 1 czerwca 1640    | 31 maja 1641      | Stronnictwo mieszczańskie | Albert Wielgocki |
| 24  |         | Maciej Szulc            | 1 czerwca 1641    | 31 maja 1642      | Patrycjat                 | Jan Piechnikowski |
| 25  |         | Stanisław Borowicz      | 1 czerwca 1642    | 31 maja 1674      | Stronnictwo Mieszczańskie | Jan Piechnikowski |
| 26  |         | Jan Bienaszowicz        | 1 czerwca 1674    | 31 maja 1678      | Stronnictwo Mieszczńskie  | Szymon Wachowicz (do 1677) Sebastian Jastrzębowicz                                                                     |
| 27  |         | Kacper Szulc            | 1 czerwca 1678    | 31 maja 1690      | Patrycjat                 | Jakub Mankiewicz |
| 28  |         | Wojciech Kwolek         | 1 czerwca 1690    | 29 czerwca 1692   | Patrycjat                 | Jakub Mankiewicz |
| 29  |         | Jakub Mankiewicz        | 29 czerwca1692    | 31 lipca1692      | Patrycjat                 | Antoni Kwolek |
| 30  |         | Jan Metlant             | 1 sierpnia 1692   | 31 maja 1700      | Patrycjat                 | Antoni Kwolek |
| 31  |         | Antoni Kwolek           | 1 czerwca 1700    | 31 maja 1711      | Patrycjat                 | Jerzy Cyndel |
| 32  |         | Teodor Ryszkowski       | 1 czerwca 1711    | 31 maja 1713      | Stronnictwo Mieszczańskie | Jerzy Cyndel |
| 33  |         | Piotr Legonowicz        | 1 czerwca 1713    | 31 maja 1738      | Stronnictwo mieszczańskie | Jerzy Cyndel |
| 34  |         | Daniel Borgułt          | 1 czerwca 1738    | 31 maja 1740      | Patrycjat                 | Jerzy Cyndel |
| 35  |         | Jan Leymann             | 1 czerwca 1740    | 31 maja 1741      | Stronnictwo mieszczańskie | Andrzej Mankiewicz |
| 36  |         | Jerzy Holcen            | 1 czerwca 1741    | 31 maja 1743      | Stronnictwo Mieszczańskie | Andrzej Mankiewicz |
| 37  |         | Andrzej Mankiewicz      | 1 czerwca 1743    | 31 lipca 1743     | Patrycjat                 | Dymitr Iwanowicz |
| 38  |         | Jan Juśkiewicz          | 1 sierpnia1743    | 31 maja1750       | Stronnictwo mieszczańskie | Dymitr Iwanowicz (do 1745) Eliasz Wapiński                                                                             |
| 39  |         | Jan Lottoth             | 1 czerwca1750     | 31 maja1758       | Stronnictwo mieszczańskie | Piotr Lange (do 1751) Jan Lottret (do 1752) Andrzej Fleszyński (do 1753) Eliasz Wapiński (do 1755) Józef Sławik        |
| 40  |         | Eliasz Wapiński         | 1 czerwca 1758    | 31 maja]]1763     | Stronnictwo Mieszczańskie | Józef Sławik |
| 41  |         | Józef Wojtasiewicz      | 1 czerwca 1763    | 31 maja 1772      | Patrycjat                 | Józef Sławik (do 1769) Andrzej Wapiński                                                                                |

### Zabór austriacki
| Lp. | Zdjęcie | Imię i nazwisko                                 | Okres sprawowania | Okres sprawowania | Przynależność partyjna | Wiceburmistrz | Syndyk |
| Lp. | Zdjęcie | Imię i nazwisko                                 | Od                | Do                | Przynależność partyjna | Wiceburmistrz | Syndyk |
| --- | ------- | ----------------------------------------------- | ----------------- | ----------------- | ---------------------- | --- | --- |
| 1.  |         | Andrzej Wapiński                                | 1 czerwca 1772    | 31 maja 1780      | Patrycjat              | Michał Połęcki (do 1774) Mikołaj Wierzbieniec (do 1775) Leon Liśkiewicz (do 1776) Leopold Hirschman (do 1777) Michał Zgordski (do 1778) Jędrzej Bobel (do 1779 Antoni Zajączkowski (do 1779) Paweł Czyżewicz | Bazyli Zatwarnicki                                                                                         |
| 2.  |         | Józef Sławik                                    | 1 czerwca 1780    | 31 maja 1783      | K                      | Michał Cieśliński (do 1781) Wawrzyniec Ostawski (do 1782) Gabriel Schwatz | Antoni Zajączkowski (do 1781) Eliasz Liśkiewicz (do 1782) Pantaleon Smolnicki                              |
| 3.  |         | Jan Kraczewski                                  | 1 czerwca 1783    | 31 maja 1786      | K                      | Jakub Barański (do 1784) Jan Juśkiewicz | Michał Bucharski (do 1784) Michał Barański                                                                 |
| 4   |         | Bazyli Zatwarnicki                              | 1 czerwca 1786    | 31 maja 1789      | Rusini                 | Ignacy Lewkowicz (do 1787) Andrzej Gembalewicz (do 1788) Ignacy Modrzejowski | Paweł Czyżewicz (do 1787) Wawrzyniec Ostawski (do 1788) Andrzej Schmiedt                                   |
| 5   |         | Tadeusz Tomasz Soliak                           | 1 czerwca 1789    | 31 maja 1791      | K                      | Józef Schwarzmann | Paweł Czyżewicz-                                                                                           |
| 6   |         | Andrzej Schmidt                                 | 1 czerwca 1791    | 31 maja 1792      | Żydzi                  | Józef Schwarzmann | Paweł Czyżewicz-                                                                                           |
| 7   |         | naczelnik miasta Aleksander de Magna Ruda Wężyk | 1 czerwca 1792    | 31 maja 1798      | K                      | Józef Schwarzman (do 1795) Andrzej Schmiedt | Jacek Hordyński (do 1795) Andrzej Karnicki                                                                 |
| 8   |         | naczelnik miasta Erhard Stingl                  | 1 czerwca 1798    | 31 maja 1808      | Żydzi                  | Andrzej Schmiedt | Andrzej Karnicki (do 1806) Jan Lewandowski                                                                 |
| 9   |         | naczelnik miasta Jan Lewandowski                | 1 czerwca 1808    | 31 maja 1830      | K                      | Jan Soroczyński | Kajetan Kraczewski (do 1814) Feliks Jaworośl (do 1820) Eustachy Pluciński                                  |
| 10  |         | naczelnik miasta Wojciech Pluciński             | 1 czerwca 1830    | 31 maja 1836      | K                      | Jan Soroczyński | Eustachy Pluciński                                                                                         |
| 11  |         | naczelnik miasta Karol Kellermann               | 1 czerwca 1836    | 31 maja 1855      | Żydzi                  | Jan Philipp (do 1842) Antoni Seemann (do 1845) Antoni Łyszkowski (do 1848) Aleksy Hubl (do 1854) Ernest Gaberle                                                                                              | Eustach Pluciński (do 1845) Jan Philipp (do 1848) Julusz Chytry von Freiselsfeld (do 1854) Karol Seligmann |
| 12  |         | naczelnik miasta Jan Londoński                  | 1 czerwca 1855    | 31 maja 1860      | PPSD                   | Gustaw Adolf Weiss | Franciszek Rutkowski (do 1859) Walerian Jachimowicz                                                        |
| 13  |         | tymczasowy naczelnik miasta Gustaw Adolf Weiss  | 1 czerwca 1860    | 13 maja 1867      | PPSD                   | Walerian Jachimowicz | Paweł Bohuss                                                                                               |

### Autonomia galicyjska
| Lp. | Zdjęcie | Imię i nazwisko                       | Okres sprawowania   | Okres sprawowania    | Przynależność partyjna | Zastępca                                                                  | II Zastępca                                                                                             |
| Lp. | Zdjęcie | Imię i nazwisko                       | Od                  | Do                   | Przynależność partyjna | Zastępca                                                                  | II Zastępca                                                                                             |
| --- | ------- | ------------------------------------- | ------------------- | -------------------- | ---------------------- | ------------------------------------------------------------------------- | --- |
| 1.  |         | naczelnik miasta Gustaw Adolf Weiss   | 14 maja 1867        | 13 stycznia 1876     | PPSD                   | Jan Richter (do 1870) Józef Juśkiewicz (do 1873) Karol Bartoszewski       | Józef Rohm (do 1870) Walerian Libel (do 1873) Józef Juśkiewicz                                          |
| 2.  |         | naczelnik miasta Karol Bartoszewski   | 13 września 1876    | 28 czerwca 1889      | PPSD                   | Ludwik Myszkowski                                                         | Hermann Bartsch (do 1879) Józef Juśkiewicz (do 1886) Gustaw Adolf Weiss                                 |
| 3.  |         | komisarz miasta Ferdynand Pawlikowski | 28 czerwca 1889     | 12 stycznia 1891     | Żydzi                  | Władysław Jahl                                                            | Henryk Strisower                                                                                        |
| 4   |         | burmistrz Adolf Dietzius              | 12 stycznia 1891    | 21 września 1914     | Narodowa Demokracja    | Władysław Jahl (do 1904) Władysław Grabowski (do 1910) Józef Juliusz Rohm | Władysław Grabowski (do 1904) Henryk Strisower (do 1906) Józef Juliusz Rohm (do 1910) Juliusz Strisower |
| 5   |         | tymczasowy burmistrz Antoni Mączka    | 21 września 1914    | 5 października 1914  | Narodowa Demokracja    | Stanisław Gurgul                                                          | |
| 6.  |         | burmistrz Adolf Dietzius              | 5 października 1914 | 3 listopada 1914     | Narodowa Demokracja    | Józef Juliusz Rohm                                                        | Juliusz Strisower                                                                                       |
| 7   |         | tymczasowy burmistrz Jan Nowak        | 3 listopada 1914    | 2 października 1915  | Narodowa Demokracja    | Stanisław Gurgul                                                          | |
| 8   |         | burmistrz Adolf Dietzius              | 2 października 1915 | 21 października 1918 | Narodowa Demokracja    | Juliusz Strisower                                                         | Jan Pretorius                                                                                           |

### II Rzeczpospolita
| Lp. | Zdjęcie | Imię i nazwisko                                        | Okres sprawowania | Okres sprawowania    | Przynależność partyjna                                        | Wiceburmistrz                                                         | II Wiceburmistrz                                                       |
| Lp. | Zdjęcie | Imię i nazwisko                                        | Od                | Do                   | Przynależność partyjna                                        | Wiceburmistrz                                                         | II Wiceburmistrz                                                       |
| --- | ------- | ------------------------------------------------------ | ----------------- | -------------------- | ------------------------------------------------------------- | --------------------------------------------------------------------- | ---------------------------------------------------------------------- |
| 1.  |         | burmistrz Kazimierz Krzanowski                         | 21 listopada 1918 | 20 października 1919 | Narodowa Demokracja                                           | Edmund Galik                                                          | Władysław Brodowicz                                                    |
| 2.  |         | burmistrz elekt Ignacy Rychlik                         | 17 listopada 1919 | 20 lipca 1920        | Narodowa Demokracja                                           | Edmund Galik                                                          | Władysław Brodowicz                                                    |
| 3.  |         | p.o. burmistrza Edmund Galik                           | 22 lipca 1920     | 12 kwietnia 1923     | Związek Ludowo-Narodowy                                       | Władysław Brodowicz                                                   | Juliusz Strisower                                                      |
| 4   |         | p.o. burmistrza Władysław Brodowicz                    | 12 kwietnia 1923  | 14 kwietnia 1924     | Związek Ludowo-Narodowy                                       | Juliusz Strisower                                                     | Józef Koba                                                             |
| 5   |         | kierownik Tymczasowego Zarządu Stanisław Sierankiewicz | 14 kwietnia 1924  | 28 marca 1928        | Związek Ludowo-Narodowy                                       | Karol Talenta                                                         | Paweł Turkowski                                                        |
| 6.  |         | burmistrz Stanisław Sierankiewicz                      | 28 marca 1928     | 7 listopada1936      | Związek Ludowo-Narodowy/ Bezpartyjny Blok Współpracy z Rządem | Oskar Frieser (do 1930) Zdzisław Grabowski (do 1935 ) Stanisław Siara | Julusz Strisower (do 1930) Maksymilian Segal (do 1934) Antoni Dymnicki |
| 7   |         | p.o. burmistrza Stanisław Siara                        | 7 listopada 1936  | 12 kwietnia 1937     | Bezpartyjny Blok Współpracy z Rządem                          | Antoni Dymnicki                                                       | Feliks Wojciechowski                                                   |
| 8   |         | burmistrz Stanisław Siara                              | 12 kwietnia 1937  | 1 września 1939      | Obóz Zjednoczenia Narodowego                                  | Feliks Wojciechowski                                                  | Antoni Dymnicki                                                        |

### II wojna światowa
| Lp. | Zdjęcie | Imię i nazwisko                   | Okres sprawowania | Okres sprawowania | Przynależność partyjna       | Zastępca          | II Zastępca        |
| Lp. | Zdjęcie | Imię i nazwisko                   | Od                | Do                | Przynależność partyjna       | Zastępca          | II Zastępca        |
| --- | ------- | --------------------------------- | ----------------- | ----------------- | ---------------------------- | ----------------- | ------------------ |
| 1.  |         | burmistrz Stanisław Kastner       | 1 września 1939   | 11 września 1939) | Obóz Zjednoczenia Narodowego | Tadeusz Waydowicz | Zygmunt Wiśniowski |
| 2.  |         | komisarz miasta Karol Schloimann  | 1939              | 1940              | NSDAP                        | Emil Hass         |                    |
| 3.  |         | komisarz miasta Rudolf Hesse      | 1940              | 1941              | NSDAP                        | Richard Weber     |                    |
| 4   |         | komisarz miasta Henschel Fuhrmann | 1941              | 1942              | NSDAP                        | Richard Weber     |                    |
| 5   |         | komisarz miasta Meisner           | 1942              | 1943              | NSDAP                        | Richard Weber     |                    |
| 6.  |         | komisarz miasta Bonk              | 1943              | 1944              | NSDAP                        | Franz Schmidt     |                    |

### PRL
| Lp. | Zdjęcie | Imię i nazwisko                                                      | Okres sprawowania    | Okres sprawowania    | Przynależność partyjna               | Zastępca                                         | II Zastępca                                    |
| Lp. | Zdjęcie | Imię i nazwisko                                                      | Od                   | Do                   | Przynależność partyjna               | Zastępca                                         | II Zastępca                                    |
| --- | ------- | -------------------------------------------------------------------- | -------------------- | -------------------- | ------------------------------------ | ------------------------------------------------ | ---------------------------------------------- |
| 1.  |         | burmistrz Jan Schram                                                 | 27 sierpnia 1944     | 4 września 1944      | Stronnictwo Ludowe                   | Tadeusz Andrzej Broniewski                       | Stanisław Jedliński                            |
| 2.  |         | burmistrz Julian Marchlik                                            | 4 września 1944      | 21 września 1944     | Polska Partia Socjalistyczna         | Tadeusz Andrzej Broniewski                       | Stanisław Jedliński                            |
| 3.  |         | burmistrz Igor Zajczyk                                               | 21 września 1944     | 11 października 1944 | Polska Partia Socjalistyczna         | Tadeusz Andrzej Broniewski                       | Stanisław Jedliński                            |
| 4   |         | burmistrz Antoni Stepczyk                                            | 11 października 1944 | 18 marca 1947        | Polska Partia Robotnicza             | Tadeusz Andrzej Broniewski (do 1945) Adolf Kąkol | Stanisław Jedliński                            |
| 5   |         | burmistrz Stanisław Jurkiewicz                                       | 18 marca 1947        | 7 maja 1949          | Polska Partia Socjalistyczna         | Józef Szczerbaty                                 | Władysław Wysocki                              |
| 6.  |         | burmistrz Tadeusz Diakun                                             | 18 marca 1949        | 28 lutego 1950       | Polska Zjednoczona Partia Robotnicza | Helena Stopka                                    | Wiesław Kozłowski                              |
| 7   |         | przewodniczący Prezydium Miejskiej Rady Narodowej Wiesław Kozłowski  | 28 lutego 1950       | 8 grudnia 1954       | Polska Zjednoczona Partia Robotnicza | Władysław Garczyński                             | Adolf Kąkol                                    |
| 8   |         | przewodniczący Prezydium Miejskiej Rady Narodowej Tadeusz Diakun     | 8 grudnia 1954       | 2 lutego 1958        | Polska Zjednoczona Partia Robotnicza | Kazimierz Gotfried                               | Stanisław Jurkiewicz                           |
| 9   |         | przewodniczący Prezydium Miejskiej Rady Narodowej Michał Ciołek      | 2 lutego 1958        | 16 kwietnia 1962     | Polska Zjednoczona Partia Robotnicza | Kazimierz Gotfried                               | Stanisław Jurkiewicz (do 1961) Adam Zastryniec |
| 9   |         | przewodniczący Prezydium Miejskiej Rady Narodowej Mieczysław Jurusik | 16 kwietnia 1962     | 30 maja 1965         | Polska Zjednoczona Partia Robotnicza | Kazimierz Gotfried                               | Adam Zastryniec                                |
| 10  |         | przewodniczący Prezydium Miejskiej Rady Narodowej Jan Stankiewicz    | 30 maja 1965         | 1 czerwca 1969       | Polska Zjednoczona Partia Robotnicza | Mieczysław Jurasik                               | Adam Zastryniec                                |
| 11  |         | przewodniczący Prezydium Miejskiej Rady Narodowej Zygmunt Strenczak  | 1 czerwca 1969       | 1 czerwca 1973       | Polska Zjednoczona Partia Robotnicza | Wojciech Fecko                                   | Adam Zastryniec                                |
| 12  |         | naczelnik miasta Zygmunt Strenczak                                   | 1 czerwca 1973       | 5 lutego 1978        | Polska Zjednoczona Partia Robotnicza | Zbigniew Pawlik                                  |                                                |
| 13  |         | naczelnik miasta Janusz Ważny                                        | 5 lutego [[1978]     | 23 marca 1980        | Polska Zjednoczona Partia Robotnicza | Zbigniew Pawlik                                  |                                                |
| 14  |         | naczelnik miasta Roman Fedan                                         | 23 marca 1980        | 17 czerwca 1984      | Zjednoczone Stronnictwo Ludowe       | Zbigniew Pawlik (do 1982) Stanisław Słota        |                                                |
| 15  |         | naczelnik miasta Janusz Ważny                                        | 17 czerwca 1984      | 17 czerwca 1985      | Polska Zjednoczona Partia Robotnicza | Stanisław Słota                                  |                                                |
| 16  |         | naczelnik miasta Stanisław Słota                                     | 17 czerwca 1985      | 8 czerwca 1990       | Polska Zjednoczona Partia Robotnicza | Franciszek Strzępek                              |                                                |

### III Rzeczpospolita
| Lp. | Zdjęcie | Imię i nazwisko          | Okres sprawowania | Okres sprawowania | Przynależność partyjna                                   | I Wiceburmistrz                                                                     | II Wiceburmistrz                                 |  |
| Lp. | Zdjęcie | Imię i nazwisko          | Od                | Do                | Przynależność partyjna                                   | I Wiceburmistrz                                                                     | II Wiceburmistrz                                 |  |
| --- | ------- | ------------------------ | ----------------- | ----------------- | -------------------------------------------------------- | ----------------------------------------------------------------------------------- | ------------------------------------------------ |  |
| 1.  |         | Stanisław Hajnus         | 8 czerwca 1990    | 19 czerwca 1994   | Porozumienie dla Jarosławia                              | Antoni Międlar                                                                      |                                                  |  |
| 2.  |         | Jerzy Matusz             | 14 grudnia 1994   | 28 lipca 1999     | Porozumienie dla Jarosławia/ Akcja Wyborcza Solidarność  | Andrzej Tadeusz Mazurkiewicz (do 1997 Andrzej Wyczawski (do 1998) Robert Wiśniewski | Franciszek Grabowski (1996-1998) Zbigniw Piskorz |  |
| 3.  |         | Jan Kazimierz Gilowski   | 28 lipca 1999     | 10 listopada 2002 | Akcja Wyborcza Solidarność                               | Robert Wiśniewski                                                                   | Zbigniw Piskorz                                  |  |
| 4   |         | Janusz Andrzej Dąbrowski | 10 listopada 2002 | 14 grudnia 2006   | Forum Prawicy                                            | Tadeusz Pijanowski                                                                  | Marian Muzyczka                                  |  |
| 5   |         | Andrzej Wyczawski        | 14 grudnia 2006   | 8 grudnia 2014    | Prawo i Sprawiedliwość                                   | Bogdan Wołoszyn                                                                     | Stanisław Misiąg                                 |  |
| 6.  |         | Waldemar Paluch          | 8 grudnia 2014    | 7 maja 2024       | Rozwój i Postęp/Ponadpartyjna Koalicja Waldemara Palucha | Marcin Zaborniak (do 2015) Dariusz Tracz                                            | Wiesław Pierożek                                 |  |
| 7   |         | Marcin Nazarewicz        | 7 maja 2024       | nadal             | "My mieszkańcy"                                          | Paulina Lachnik                                                                     |                                                  |  |

## Zwierzchnicy władzy wykonawczej Jarosławia od 1772

### Przewodniczący Rady Miasta  w  Jarosławiu  w latach 1772-1867
| Lp. | Zdjęcie | Imię i nazwisko       | Okres sprawowania | Okres sprawowania | Przynależność partyjna | I Wiceprzewodniczący                                                    | II Wiceprzewodniczący                                                     | III Wiceprzewodniczący                                                      |
| Lp. | Zdjęcie | Imię i nazwisko       | Od                | Do                | Przynależność partyjna | I Wiceprzewodniczący                                                    | II Wiceprzewodniczący                                                     | III Wiceprzewodniczący                                                      |
| --- | ------- | --------------------- | ----------------- | ----------------- | ---------------------- | ----------------------------------------------------------------------- | ------------------------------------------------------------------------- | --------------------------------------------------------------------------- |
| 1.  |         | Jędrzej Bobel         | 1 czerwca 1772    | 31 maja 1779      | K                      | Stefan Cieśletiński (do 1775) Leon Liśkiewicz (do 1776) Michał Zgordski | Jan Klings (do 1775) Teodor Cyrul (do 1776) Tomasz Tadeusz Soliak         | Teodor Lewicki (do 1775) Jan Hyczman (do 1776) Józef Sławik                 |
| 2.  |         | Józef Sławik          | 1 czerwca 1779    | 31 maja 1780      | K                      | Tadeusz Tomasz Soliak                                                   | Dymitr Wierzbieniec                                                       | Bazyli Zatwarnicki                                                          |
| 3.  |         | Andrzej Wapiński      | 1 czerwca 1780    | 31 maja 1783      | Rusini                 | Jan Kraczewski (do 1782) Bazyli Zatwarnicki                             | Tadeusz Tomasz Soliak (do 1781) Andrzej Wapiński (do 1782) Jan Kraczewski | Józef Korczyński (do 1781) Tomasz Tadeusz Soliak (do 1782) Józef Korczyński |
| 4   |         | Bazyli Zatwarnicki    | 1 czerwca 1783    | 31 maja 1784      | Rusini                 | Józef Korczyński                                                        | ks. Teodor Lewicki                                                        | Gabriel Schwatz                                                             |
| 5   |         | ks. Teodor Lewicki    | 1 czerwca 1784    | 31 maja 1785      | Rusini                 | Andrzej Wapiński                                                        | Tomasz Tadeusz Soliak                                                     | Gabriel Schwatz                                                             |
| 6.  |         | Tomasz Tadeusz Soliak | 1 czerwca 1785    | 31 maja 1786      | K                      | ks. Teodor Lewicki                                                      | Bazyli Zatwarnicki                                                        | Ignacy Modrzejewski                                                         |
| 7   |         | Józef Sławik          | 1 czerwca 1786    | 31 maja 1787      | K                      | ks. Teodor Lewicki                                                      | Jan Kraczewski                                                            | Ignacy Modrzejewski                                                         |
| 8   |         | Tomasz Tadeusz Soliak | 1 czerwca 1787    | 31 maja 1788      | K                      | ks. Teodor Lewicki                                                      | Jan Kraczewski                                                            | Gabriel Schwatz                                                             |
| 9   |         | Antoni Cieśliński     | 1 czerwca 1788    | 31 maja 1789      | K                      | Michał Buchalski                                                        | Jan Onyszkiewicz                                                          | Jan Bojarski                                                                |
| 10  |         | Gabriel Schwarz       | 1 czerwca 1789    | 31 maja 1791      | Żydzi                  | Jan Bojarsk                                                             | Andrzej Schmidt                                                           | Andrzej Wapiński                                                            |
| 11  |         | Michał Barański       | 1 czerwca 1791    | 31 maja 1792      | K                      | Soliak Tadeusz Tomasz                                                   | Gabriel Schwarz                                                           | Andrzej Wapiński                                                            |
| 12  |         | Gabriel Schwarz       | 1 czerwca 1792    | 31 maja 1795      | Żydzi                  | Andrzej Karnicki                                                        | Andrzej Schmiedt                                                          | Ignacy Modrzejewski                                                         |
| 13  |         | Andrzej Wapiński      | 1 czerwca 1795    | 31 maja 1798      | Rusini                 | Jan Kraczewski                                                          | Józef Hutter                                                              | Ignacy Modrrzejowski                                                        |
| 14  |         | ks. Teodor Lewicki    | 1 czerwca 1798    | 31 maja 1808      | Rusini                 | Jakub Czyżewicz                                                         | Gabriel Schwatz                                                           | Jan Kraczewski (do 1802 Tomasz Tadeusz Soliak                               |
| 15  |         | Wilhelm Weiss         | 1 czerwca 1808    | 31 maja 1815      | K                      | Jan Soroczyński                                                         | Ignacy Modrzejowski                                                       | Teodpr Lewicki                                                              |
| 16  |         | Karol Seligmann       | 1 czerwca 1815    | 31 maja 1850      | Żydzi                  | Eustachy Pluciński                                                      | Jan Soroczyński                                                           | Jan Londoński                                                               |
| 17  |         | Józef Ortyński        | 1 czerwca 1850    | 14 maja 1867      | Żydzi                  | Karol Seligmann (do 1855) Jakub Raff                                    | Jan Londoński (do 1855) Ignacy Bajan                                      | Gustaw Adolf Weiss (do 1855) Paweł Bohuss ( do 1860) Józef Juśkiewicz       |

### Przewodniczący Rady Miasta  w  Jarosławiu  w latach 1867-1918
| Lp. | Zdjęcie | Imię i nazwisko      | Okres sprawowania | Okres sprawowania    | Przynależność partyjna | Wiceprzewodniczący                    | II Wiceprzewodniczący                        | III Wiceprzewodniczący                        |
| Lp. | Zdjęcie | Imię i nazwisko      | Od                | Do                   | Przynależność partyjna | Wiceprzewodniczący                    | II Wiceprzewodniczący                        | III Wiceprzewodniczący                        |
| --- | ------- | -------------------- | ----------------- | -------------------- | ---------------------- | ------------------------------------- | -------------------------------------------- | --------------------------------------------- |
| 1.  |         | Eliasz Pineles       | 14 maja 1867      | 8 czerwca 1870       | Rusini                 | Dr Maurycy Frenkel                    | Ignacy Bajan                                 | Dr . Ludwik Myszkowski                        |
| 2.  |         | Emil Gotlieb         | 8 czerwca 1870    | 8 czerwca 1873       | Żydzi                  | Ignacy Bajan                          | Jakub Raff                                   | Eliasz Pineles                                |
| 3.  |         | Fryderyk Rychter     | 8 czerwca 1873    | 13 stycznia 1876     | ND                     | Ernest Gaberle                        | Emil Gottlieb                                | Piotr Kwaśniewski                             |
| 4   |         | Henryk Bohuss        | 13 stycznia 1876  | 13 stycznia 1879     | Narodowa Demokracja    | Emil Gottlieb                         | Kasper Zabłotny                              | Jakub Raff                                    |
| 5   |         | Julian Ruczka        | 13 stycznia 1879  | 13 stycznia 1883     | Narodowa Demokracja    | Leon Godziński                        | Jakub Raff                                   | Hermann Bartsch                               |
| 6.  |         | Jakub Raff           | 13 stycznia 1883  | 28 czerwca 1889      | Żydzi                  | Leon Godziński (do 1886) Aureli Plech | Leopold Goldfinger (do 1886) Chaim Bernstein | Anton Wierzbieniec (do 1886) Hermann Bartsch  |
| 7   |         | Franciszek Wojnar    | 28 czerwca 1889   | 12 stycznia 1891     | Narodowa Demokracja    | Hermann Bartsch                       | Ludomir Czyński                              | Arnold Friedwald                              |
| 8   |         | Jan Weis             | 12 stycznia 1891  | 12 stycznia 1898     | Narodowa Demokracja    | Hermann Bartsch                       | Edward Damask (do 1894) Dr. Arnold Friedwald | Walenty Malinowski (do 1894) Jan Wierzbieniec |
| 9   |         | Arnold Friedwald     | 12 stycznia 1898  | 12 stycznia 1902     | Żydzi                  | Piotr Kopystyński                     | Dr. Arnold Friedwald                         | Walenty Malinowski                            |
| 10  |         | Henryk Strisower     | 12 stycznia 1902  | 12 stycznia 1906     | Żydzi                  | Dr. Arnold Friedwald                  | Walenty Malinowski                           | Jan Pretorius                                 |
| 11  |         | Juliusz Strisower    | 12 stycznia 1906  | 12 stycznia 1912     | Żydzi                  | Henryk Strisower                      | Jan Pretorius                                | Józef Juliusz Rohm                            |
| 12  |         | Władysław Słoniewski | 12 stycznia 1912  | 12 stycznia 1913     | ND                     | Jan Pretorius                         | Arnold Friedwald                             | Piotr Kopystyński                             |
| 13  |         | Jan Pretorius        | 12 stycznia 1913  | 21 października 1918 | Rusini                 | Arnold Friedwald                      | Maksymilioan Segal                           | Piotr Kopystyński                             |

### Przewodniczący Rady Miasta  w  Jarosławiu  w latach 1918-1939
| Lp. | Zdjęcie | Imię i nazwisko            | Okres sprawowania | Okres sprawowania | Przynależność partyjna  | Wiceprzewodniczący    | II Wiceprzewodniczący | III Wiceprzewodniczący |
| Lp. | Zdjęcie | Imię i nazwisko            | Od                | Do                | Przynależność partyjna  | Wiceprzewodniczący    | II Wiceprzewodniczący | III Wiceprzewodniczący |
| --- | ------- | -------------------------- | ----------------- | ----------------- | ----------------------- | --------------------- | --------------------- | ---------------------- |
| 1.  |         | Ferdynand Krämer           | 21 listopada 1918 | 14 kwietnia 1924  | Narodowa Demokracja     | Maksymilioan Segal    | Józef Chodankiewicz   | Józef Koba             |
| 2.  |         | Edmund Galik               | 14 kwietnia 1924  | 28 marca 1928     | Związek Ludowo-Narodowy | Dr. Maksymilian Segal | Dr Stanisław Milc     | Józef Chodankiewicz    |
| 3.  |         | Ferdynand Krämer           | 28 marca 1928     | 28 marca 1930     | ZNR                     | Józef Chodankiewicz   | Maksymilian Segal     | Maurycy Spatz          |
| 4   |         | Stanisław Gurgul           | 28 marca 1930     | 28 marca 1934     | ZLN                     | Józef Chodankiewicz   | Maksymilian Segal     | Maurycy Spatz          |
| 5   |         | Tadeusz Andrzej Broniewski | 28 marca 1934     | 12 kwietnia 1937  | BBWR                    | Antoni Dymnicki       | Feliks Wojciechowski  | Leizor Berish Goldmann |
| 6   |         | Antoni Dymnicki            | 12 kwietnia 1937  | 1 września 1939   | OZN                     | Tadeusz Broniewski    | Jan Dyszyński         | Jakub Meisels          |

### Przewodniczący Rady Miasta  w  Jarosławiu  w latach 1939-1944
| Lp. | Zdjęcie | Imię i nazwisko     | Okres sprawowania | Okres sprawowania | Przynależność partyjna | Wiceprzewodniczący                                                                | II Wiceprzewodniczący |
| Lp. | Zdjęcie | Imię i nazwisko     | Od                | Do                | Przynależność partyjna | Wiceprzewodniczący                                                                | II Wiceprzewodniczący |
| --- | ------- | ------------------- | ----------------- | ----------------- | ---------------------- | --------------------------------------------------------------------------------- | --- |
| 1.  |         | Władysław Opaliński | 1 września 1939   | 11 września 1939  | SN                     | Władysław Orłowski                                                                | Walenty Jenke |
| 2.  |         | Alfons Müller       | 11 września 1939  | 27 sierpnia 1944  | NSDAP                  | Dr Olgierd Grzegorzewski (do 1941) Jadwiga Kryształowicz (do 1942) Stefania Josse | Dr Adam Borysiewicz (do 1940) Książę Włodzimierz Czartoryski (do 1941) Stefania Kastner (do 1941) wakat (do 1942 Jadwiga Kryształowicz |

### Przewodniczący Rady Miasta  w  Jarosławiu  w latach 1944-1990
| Lp. | Zdjęcie | Imię i nazwisko      | Okres sprawowania    | Okres sprawowania    | Przynależność partyjna               | Wiceprzewodniczący                                              | II Wiceprzewodniczący                          | III Wiceprzewodniczący                  |
| Lp. | Zdjęcie | Imię i nazwisko      | Od                   | Do                   | Przynależność partyjna               | Wiceprzewodniczący                                              | II Wiceprzewodniczący                          | III Wiceprzewodniczący                  |
| --- | ------- | -------------------- | -------------------- | -------------------- | ------------------------------------ | --------------------------------------------------------------- | ---------------------------------------------- | --------------------------------------- |
| 1.  |         | burmistrz Jan Schram | 27 sierpnia 1944     | 4 września 1944      | Stronnictwo Ludowe                   | Antoni Stepczyk                                                 | Wladyslaw Budzisz                              | Stanisław Gruszka                       |
| 2.  |         | Jerzy Zasowski       | 4 września 1944      | 4 września 1945      | SD                                   | Antoni Stepczyk                                                 | Wladyslaw Budzisz                              | Stanisław Gruszka                       |
| 3.  |         | Jan Brodowicz        | 4 września 1945      | 4 września 1948      | SL                                   | Stanisław Gruszka (do 1947) Adolf Kąkol                         | Antoni Gryćko (do 1947) Władysław Kościuk      | Stanisław Janczewski (do 1947) Jan Lech |
| 4   |         | Stanisław Olczak     | 4 września 1948      | 11 października 1948 | Polska Partia Robotnicza             | Stanisław Bury                                                  | Adolf Kąkol                                    | Jan Lech                                |
| 5   |         | Wojciech Fecko       | 11 października 1948 | 7 maja 1949          | Polska Partia Socjalistyczna         | Roman Stelczyk                                                  | Jan Lech                                       | Kamil Straus                            |
| 6.  |         | Józef Polit          | 18 marca 1949        | 28 lutego 1950       | Polska Zjednoczona Partia Robotnicza | Michał Kuczkiewicz                                              | Adolf Kąkol                                    | Józef Barański                          |
| 7   |         | Wiesław Kozłowski    | 28 lutego 1950       | 8 grudnia 1954       | Polska Zjednoczona Partia Robotnicza | Witold Garczyński                                               | Kamil Straus                                   | Adolf Kąkol                             |
| 8   |         | Tadeusz Diakun       | 8 grudnia 1954       | 2 lutego 1958        | Polska Zjednoczona Partia Robotnicza | Kazimierz Gottfried-                                            | Stanisław Jurkiewicz                           | Władysław Budzisz                       |
| 9   |         | Michał Ciołek        | 2 lutego 1958        | 16 kwietnia 1962     | Polska Zjednoczona Partia Robotnicza | Kazimierz Gottfried                                             | Stanisław Jurkiewicz                           | Władysław Budzisz                       |
| 9   |         | Mieczysław Jurusik   | 16 kwietnia 1962     | 30 maja 1965         | Polska Zjednoczona Partia Robotnicza | Kazimierz Gottfried                                             | Adam Zastryniec                                | Ignacy Zając                            |
| 10  |         | Jan Stankiewicz      | 30 maja 1965         | 1 czerwca 1969       | Polska Zjednoczona Partia Robotnicza | Kazimierz Gottfried                                             | Adam Zastryniec                                | Ignacy Zając                            |
| 11  |         | Zygmunt Strenczak    | 1 czerwca 1969       | 1 czerwca 1973       | Polska Zjednoczona Partia Robotnicza | Wojciech Fecki                                                  | Adam Zastryniec                                | Ignacy Zając                            |
| 12  |         | Adam Zastryniec      | 1 czerwca 1973       | 5 lutego 1978        | Polska Zjednoczona Partia Robotnicza | Wojciech Fecko (do 1976) Roman Fedan                            | Janina Starzewska                              | Kazimierz Tokarz                        |
| 13  |         | Stanisław Wołowiec   | 5 lutego [[1978]     | 17 czerwca 1984      | Polska Zjednoczona Partia Robotnicza | Roman Fedan (do 1980) Jan Jędryczka (do 1982) Romuald Ostrowski | Janina Starzewska                              | Mieczysław Kasprzak                     |
| 14  |         | Jan Osada            | 17 czerwca 1984      | 17 czerwca 1985      | Polska Zjednoczona Partia Robotnicza | Romuald Ostrowski                                               | Janina Starzewska                              | Mieczysław Kasprzak                     |
| 15  |         | Stanisław Wołowiec   | 17 czerwca 1985      | 8 czerwca 1990       | Polska Zjednoczona Partia Robotnicza | Romuald Ostrowski (do 1988) Janina Olszewska                    | Janina Starzewska (do 1988) Romuald Ostrowski- | Mieczysław Kasprzak (do 1988)           |

### Przewodniczący Rady Miasta  w  Jarosławiu  od 1990 roku
| Lp. | Zdjęcie | Imię i nazwisko  | Okres sprawowania | Okres sprawowania | Przynależność partyjna      | I Wiceprzewodniczący                           | II Wiceprzewodniczący                                                                      | III Wiceprzewodniczący               |
| Lp. | Zdjęcie | Imię i nazwisko  | Od                | Do                | Przynależność partyjna      | I Wiceprzewodniczący                           | II Wiceprzewodniczący                                                                      | III Wiceprzewodniczący               |
| --- | ------- | ---------------- | ----------------- | ----------------- | --------------------------- | ---------------------------------------------- | ------------------------------------------------------------------------------------------ | ------------------------------------ |
| 1.  |         | Jarosław Pagacz  | 8 czerwca 1990    | 1998              | Porozumienie dla Jarosławia | Anna Piotrowska (do 1994) Franciszek Grabowski | Stanisław Zasowski (do 1994) Andrzej Wyczawski (do 31 października 1997) Stanisław Sobocki | Leszek Kocan (do 1994) Wiesław Zeman |
| 2.  |         | Jarosław Szkodny | 1998              | 10 listopada 2002 | Akcja Wyborcza Solidarność  | Jarosław Pagacz                                | Stanisław Sobocki                                                                          | Witold Garczyński                    |
| 4   |         | Marian Janusz    | 10 listopada 2002 | 14 grudnia 2006   | Mała Ojczyzna               | Wacław Spiradek                                | Jan Walter                                                                                 | Jarosław Pagacz                      |
| 5   |         | Janusz Szkodny   | 14 grudnia 2006   | 2010              | Prawo i Sprawiedliwość      | Jarosław Pagacz                                | Mieczysław Kozłowski                                                                       | Andrzej Lichończak                   |
| 6.  |         | Jarosław Pagacz  | 2010              | 8 grudnia 2014    | Prawo i Sprawiedliwość      | Janusz Szkodny                                 | Jan Gilarski                                                                               | Marian Janusz Andrzej Pieszko        |
| 7   |         | Janusz Szkodny   | 8 grudnia 2014    | 2018              | Prawo i Sprawiedliwość      | Jarosław Pagacz                                | Szczepan Łąka                                                                              | Tadeusz Słowik                       |
| 8   |         | Szczepan Łąka    | 2018              | 7 maja 2024       | Platforma Obywatelska       | Bożena Łanowy                                  | Wiesław Strzępek (do 3 października 2022)                                                  | Agnieszka Wywrót                     |
| 9   |         | Piotr Kozak      | 7 maja 2024       | nadal             | Prawo i Sprawiedliwość      | Janusz Szkodny                                 | Wiesław Strzępek (do 28 października 2024) Korneliusz Polit                                |                                      |

### Pisarze miejscy  w Jarosławiu  w latach 1518-1678
- Walenty (1518-1546)
- Aleksy (1546-1570)
- Kasper (1570)
- Mikołaj (1570)
- Sebastian Rafałowicz (1570-1608)
- Jan Wyrębowski (1608-1619)
- Jan Okulski (1619-1622)
- Stanisław Andrzejczyk (1622-1629)
- Bartosz Zienkiewicz (1629-1631)
- Wojciech Antoni Pluciński (1631-1641)
- Stanisław Twardochlebowicz (1641-1664)
- Jan Piechnikowski (1664-1669)
- Andrzej Piechnikowski (1669-1678)

### Notariusze  miejscy w Jarosławiu  w latach 1678-1772
- Marcin  Roliński  (1678-1681)
- Gabriel Korendowicz (1681-1683)
- Stanisław Juskiewicz (1683-1685)
- Jan Onyszkiewicz (1685-1687)
- Jerzy Złoczowski (1687-1702)
- Stanisław Juiśkiewicz (1702-1740)
- Jan Kasprzycki (1740-1742)
- Tomasz Makowiecki  (1742-1772)

### Pisarze  miejscy  w Jarosławiu  w latach 1772-1798
- Wojciech  Andrzej Pluciński (1772-1774)
- Andrzej Piechnikiewicz (1774-1775)
- Wojciech  Andrzej Pluciński (1775-1798)

### Sekretarze miejscy  w Jarosławiu  w latach 1798-1918
- Wincenty Borowski (1798-1806)
- Jan Michał de Prokophevitul (1806-1808)
- Józef Podwysocki (1808-1830)
- Franciszek Grohmann (1830-1842)
- Józef Szymański (1842-1845)
- Józef von Ortyński (1845-1850)
- Jan Marszałkiewicz (1850-1855)
- Ludwik Filasiewicz (1855-1866)
- Karol Pieczonka (1866-1892)
- Karol Gaberlik (1892-1900)
- Edmund Galik (1900-1901)
- Tadeusz Papara (1901-1915])
- Władysław Bachowski (1915-1918)

### Sekretarze miejscy  w Jarosławiu  w latach 1918-1939
- Stanisław Szeligowski (1918-1921)
- Jan Harlender (1921-1937)
- Adam Mizerski (1937- 1938)
- Tadeusz Serafin (1938-1939)

### Sekretarze miejscy  w Jarosławiu  w latach 1939-1944
- Ferdynand Albinowski (1939)
- Izabella Fechter-Czacka (1939-1940)

Stanisława Żmudzińska  ( 1940-1941)
- Stefania Amon (1941- 1942)
- Wiktoria Fechter  (1942- 1944)

### Sekretarze miejscy  w Jarosławiu  w latach 1944-1990
- Zygmunt Radwański (1944-1946)
- Jan Pałczak (1946-1950)
- Eugeniusz Pelczarski (1950-1961)
- Stanisław Chudzik (1961-1965)
- Janusz Ważny (1965-1970)
- Stanisław Słota (1970-1982)
- Jan Jędryczka (1982-1990)

### Sekretarze miejscy  w Jarosławiu   od 1990 roku
- Barbara Bąk (1990-2002)
- Franciszek Gołąb (2002-2006)
- wakat (2006-2009
- Jan Białas (2009-2015)
- Ewa Pieniążek (2015-2020)
- Krzysztof Strent  (13 listopada 2020-31 marca 2021)
- Magdalena Kapusta (11 sierpnia 2021-2024)
- Marian Kwietniowski (od 2024)

### Ekonomowie  Jarosławia w latach 1431-1677
- Iwan Stanowicz (1431-1467)
- Marcin (1467-1518)
- Marcin Morawski (1518-1523)
- Jan Romanowski (1523-1619)
- Jan Świętosławski (1619-1628)
- Samuel Kalenkowicz (1628-1641)
- Olbracht Rubinowski (1641-1645)
- Samuel Kalenkowicz (1645-1650)
- Stanisław Szulc (1650-1656)
- Jan Markiewicz (1656-1666)
- Tomasz Pankiewicz (1666-1670)
- Kasper Szulc (1670-1677)

### Lonerowie Jarosławia w latach 1677-1772
- Albert Kwolek (1677-1678)
- Jan Onyszkiewicz (1678-1681)
- Stanisław Juśkiewicz (1681-1685)
- Jerzy Złoczowski (1685-1687)
- Stanisław Juśkiewicz (1687-1702)
- Maciej Holczman (1702-1703)
- Jan Więckowski (1703-1704)
- Józef Gruszewicz (1704-1712)
- Jan Kukowski (1712-1713)
- Grzegorz Cyndel (1713-1722)
- Teodor Ryszkowski (1722-1744)
- Piotr Lange (1744-1751)
- Antoni Hejnosz (1751-1752)
- Piotr Lange (1752-1762)
- Jan Szczypulski (1762-1769)
- Wojciech Andrzej Pluciński (1769-1772)

### Lonerowie Jarosławia w latach 1772-1808
- Dymitr Wierzbieniec (1772-1780)
- Gabriel Schwartz (1780-1782)
- Paweł Czyżewicz (1782-1784)
- Jakub Barański (1784-1785)
- Paweł Czyżewicz (1785-1791)
- Pantaleon Smolnicki (1791-1792)
- Jan Onyszkiewicz (1792-1798)
- Gabriel Schwatz (1792-1808)

### Kasjerzy  Jarosławia w latach 1808-1867
- Michał Wierzbieniec (1808-1814)
- Wilhelm Krause (1814-1842)
- Józef Zawadzki (1842-1850)
- wakat (1850-1852)
- Karol Dietzius (1852-1867)

### Kasjerzy  Jarosławia w latach 1867-1918
- Karol Dietzius (1867-1886)
- wakat (1886-1901)
- Adam Dobiecki (1901-1918)

### Kasjerzy  Jarosławia w latach 1918-1939
- Tomasz Cena  (1918-1939)

### Skarbnicy  Jarosławia w latach 1939-1944
- Eugenia Kosturkiewicz (1939-1940)
- Józef Koba (1940-1941)
- Karol Dziduszko (1941)
- Stefania Amon (1941-1945)

### Kasjerzy  Jarosławia w latach 1944-1990
- Franciszek Trybalski (1945-1949)
- Stanisław Kuźniar (1949-1950)

### Skarbnicy   Jarosławia  od 1990 roku
- Barbara Maziarka (1990-17 grudnia 2018)
- Anna Gołąb (18 grudnia 2018-20 maja 2024)
- Katarzyna Czuba  (od 20 maja 2024 roku)